# Lhotka (ort i Tjeckien, Vysočina)
Lhotka är en ort i Tjeckien.   Den ligger i regionen Vysočina, i den centrala delen av landet, 130 km öster om huvudstaden Prag. Lhotka ligger 632 meter över havet och antalet invånare är 122.
Terrängen runt Lhotka är huvudsakligen platt, men österut är den kuperad. Runt Lhotka är det ganska tätbefolkat, med 160 invånare per kvadratkilometer. Närmaste större samhälle är Žďár nad Sázavou, 5,1 km väster om Lhotka. Omgivningarna runt Lhotka är en mosaik av jordbruksmark och naturlig växtlighet.